# Au (Grünenbach)
Au (westallgäuerisch: Ou; d'Ou abə; in d'r Ou dund(a); in d'Ou nap) ist ein Gemeindeteil der Gemeinde Grünenbach im bayerisch-schwäbischen Landkreis Lindau (Bodensee).

## Geographie
Der Weiler liegt circa ein Kilometer nordöstlich des Hauptorts Grünenbach und zählt zur Region Westallgäu. Nördlich der Ortschaft fließt die Obere Argen und östlich beginnt der Eistobel.

## Ortsname
Der Ortsname stammt vom mittelhochdeutschen Wort ouwe für wasserreiches Wiesenland ab und bedeutet (Siedlung am) wasserreichen Land.

## Geschichte
Die Au wurde vermutlich erstmals im Jahr 1340 urkundlich erwähnt. Die Ortschaft wurde erstmals im Jahr 1950 mit damals zehn Wohngebäuden im Ortsverzeichnis gelistet. Im Jahr 2020 begann der Bau eines aufgrund von Zersiedelung umstrittenen interkommunalen Gewerbegebiets in der Au.